# Анбандлінг
Анбандлінг (англ. unbundling) — це процес реорганізації великої корпорації з різноманітними активами, який призводить до відокремлення частини функцій чи активів з метою посилення основної галузі діяльності або на вимогу антимонопольних правил.
Наприклад, наприкінці у 2010-2020-х роках українська компанія «Нафтогаз України» на вимогу Директиви 2009/73/EC позбулася побічних функцій транспортування газу, які перейшли до окремої компанії, залишаючи собі видобуток, зберігання та постачання газу споживачам.